# Lee Mu-yeong
Lee Mu-yeong, född 1962, är en sydkoreansk skådespelare, manusförfattare och regissör. Han har flera gånger arbetat tillsammans med regissören och manusförfattaren Park Chan-wook.

## Filmografi (i urval)

### Som skådespelare
- Il Mare (2000)
- Humanist (2001)
- Save The Green Planet (2003)
- A Bittersweet Life (2005)

### Som manusförfattare
- Joint Security Area (2000)
- Humanist (2001)
- Hämnarens resa (2002)

### Som regissör
- Humanist (2001)